# كأس الدنمارك 2013–14
كأس الدنمارك 2013–14 (بالدنماركية: DBU Pokalen 2013-14)‏ هو الموسم 58 من كأس الدنمارك. أقيم خلال الفترة 28 يوليو 2013 وحتى 15 مايو 2014، وأشرف على تنظيمه اتحاد الدنمارك لكرة القدم، وفاز فيه نادي أوبه.